# Антонов, Василий Маркелович
Василий Маркелович Антонов (1895, Оренбургская губерния — после 1919) — казачий сотник, командующий 2-й сотней Оренбургского 2-го казачьего полка, отличился в бою у реки Иргиз (1918).

## Биография
Родился в 1895 году в станице Рассыпная Первого Военного отдела Оренбургского Казачьего войска в семье казаков. Учился в Николаевском кавалерийском училище до ноября 1917 года, после чего выбыл оттуда по причине ликвидации самого училища.
Имел чин портупей-юнкера, а с сентября 1918 года — прапорщика. За боевое отличие стал хорунжим, а затем и сотником (также за боевое отличие).
Во время Первой мировой войны был вольноопределяющимся в Оренбургском 14-м казачьем полку. С марта 1918 года боролся с большевиками в составе партизанского отряда капитана (позднее — полковника) A. M. Булгакова.
22 июня 1918 года стал младшим офицером 2-й сотни Оренбургского 2-го казачьего полка, а уже 28 июля — принял командование над этой сотней, находившеёся на Николаевским фронте. Был представлен к чину хорунжего.
В сентябре находился в Оренбургского 19-м казачьем полку, где с 25 октября стал командиром 3-й сотни. Отличился 20 августа в бою у реки Иргиз: обнаружив отступающего противника, бросился в атаку в конном строю и обратил «красных» в паническое бегство.
Стал командиром дивизиона, оставаясь в 19-м полку и в 1919 году.

## Семья
Был холост (на 1918 год).